# Naturwissenschaftliches Museum Rijeka

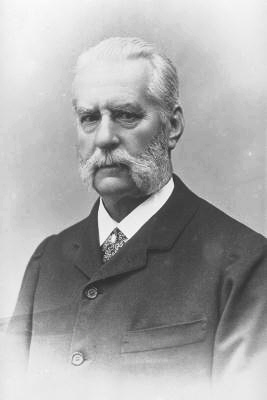
Dr. Joseph Roman Lorenz entwarf das Museumskonzept nach dem Vorbild des Naturhistorischen Museums in Wien

Das Naturwissenschaftliche Museum Rijeka (kroatisch Prirodoslovni muzej Rijeka) ist ein Naturkundemuseum in der kroatischen Hafenstadt Rijeka. Das Museum ist  eine alte Institution der Stadt Rijeka und zählt zu den zahlreichen städtischen Museen. Es dient als wissenschaftliche und pädagogische Organisation und ist die einzige, die sich intensiv besonders mit der biologischen und ökologischen Erforschung des Meeres in der Gespanschaft Primorje-Gorski kotar beschäftigt. 

## Struktur
Das Museum betreut 29 Sammlungen mit rund 90.000 Museumsobjekten. Die Dauerausstellung nach Themen begann im Jahr 1998 und ging mit der Einführung neuer Informationstechnologien einher. Die Ausstellung „Haie und Rochen“, besteht aus Tierpräparaten, die ihren Lebensraum zeigen und von einer multimedialen Präsentation begleitet ist (Bilder, Fotos und Videosequenzen). Die Ausstellung „Geologische Vergangenheit der Adria“ zeigt die Entstehung und Entwicklung des Adriatischen Meeres, während „Geologie der Region Rijeka“ ausschließlich der lokalen geologischen Entwicklung gewidmet ist.
Ein Aquarium befindet sich im Erdgeschoss des Museumsgebäudes und im ersten Stock gibt es eine Dauerausstellung zur geologischen Vergangenheit sowie eine Ausstellung über die Unterwasserwelt der Kvarner-Bucht. Darüber hinaus gibt es detaillierte Informationen über die Landtiere um der Region Rijeka, und zwar um Vögel, Säugetiere, Amphibien und Reptilien. Die Ausstellung von Insekten aus der Region ist ein weiteres bemerkenswertes Merkmal des Museums. Alle Präsentationen sind von Multimedia-CDs oder DVD-ROMs mit naturkundlichen Inhalten begleitet.
In der Umgebung des Museums wurde im Jahr 2005 ein botanischer Garten eingerichtet, in dem die häufigsten Pflanzenarten der Region präsentiert sind. Der Botanische Garten ist auch mit Platz für einen angenehmen Aufenthalt für Besucher und Bildungsaktivitäten ausgestattet.

## Geschichte
Museums Geschichte beginnt mit dem Jahr 1876, als Dr. Joseph Roman Lorenz sein Konzept nach dem Vorbild des Naturhistorischen Museums in Wien entwickelte und das Museum als erstes Regionalmuseum im Raum Rijeka am 16. Mai 1876 gegründet wurde.
Nach dem Zweiten Weltkrieg wurde das Museum 1945 auf Initiative des Amateurnaturforschers Mario Rossi restauriert und am 1. Mai 1946 in einem Gebäude, das einst dem Grafen Negronio gehörte, eröffnet. Es befindet sich noch heute im selben Gebäude. Im Laufe der Jahre hat es verschiedene Phasen der Entwicklung und Veränderungen durchlaufen. Ende 1961 fasste das Nationalkomitee der Gemeinde „Stari grad“ innerhalb der Stadt Rijeka einen Beschluss über die Entwicklung des Naturhistorischen Museums, definierte dessen Aufgaben und richtete es auf die besondere Museumstätigkeit aus. Das Museum entwickelte sich zu einem repräsentativen Regionalmuseum. Ab 1963 begannen die ersen  umfangreicheren Feldforschungen, im Zeitraum von 1977 bis 1992 konzentrierten sich die Feldforschungen auf Einzelgehen aufs Feld und ab 1992 begannen die systematischen Feldforschungen.

## Fotos

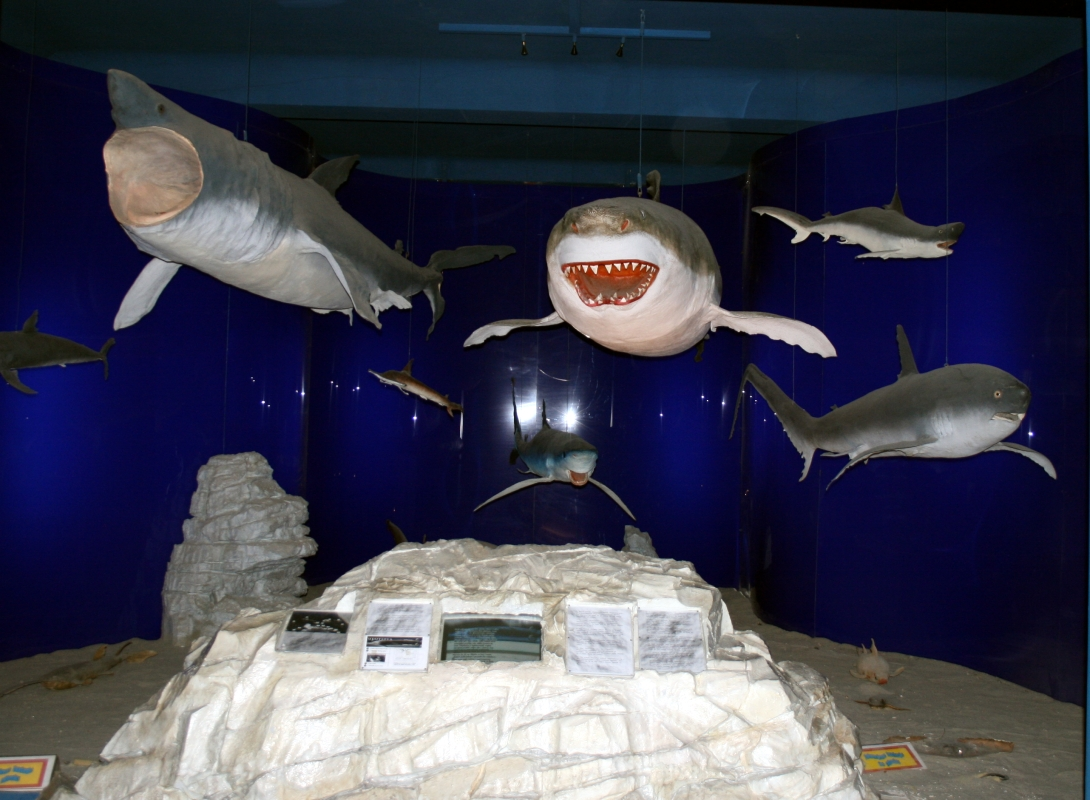
Haie im Naturwissenschaftlichen Museum Rijeka
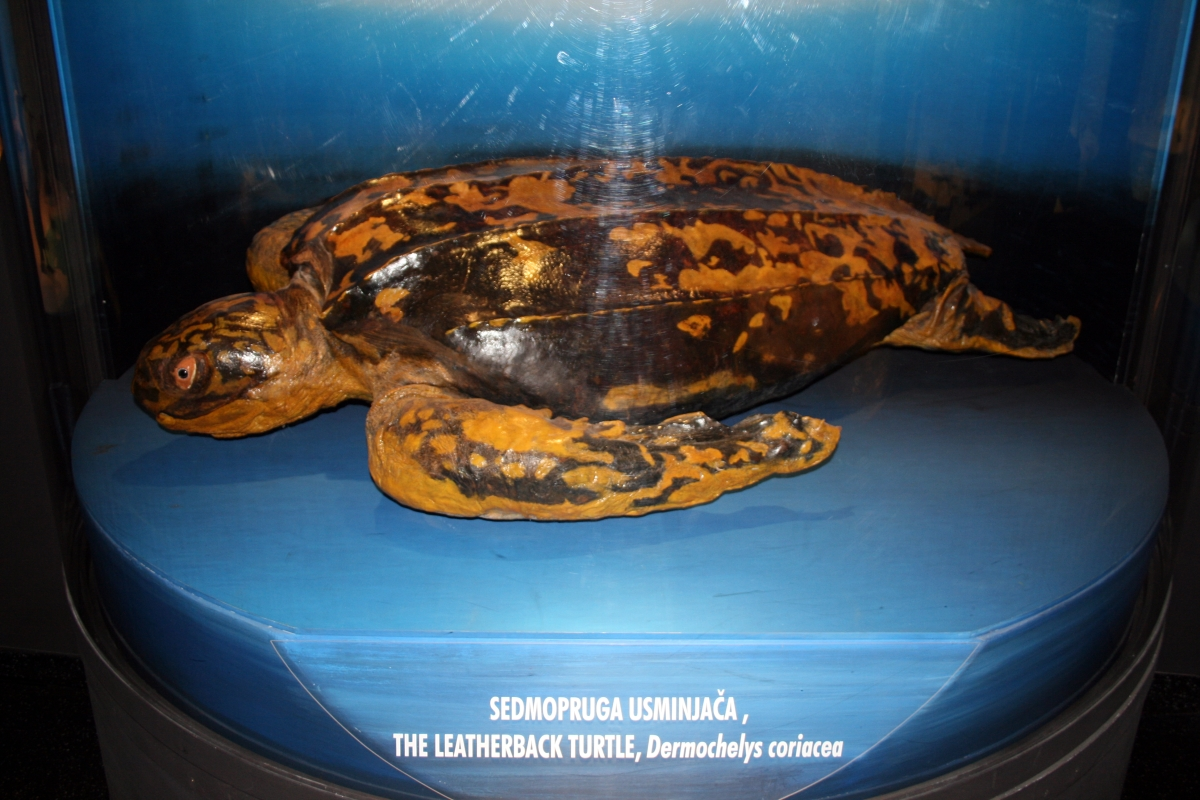
Lederschildkröte
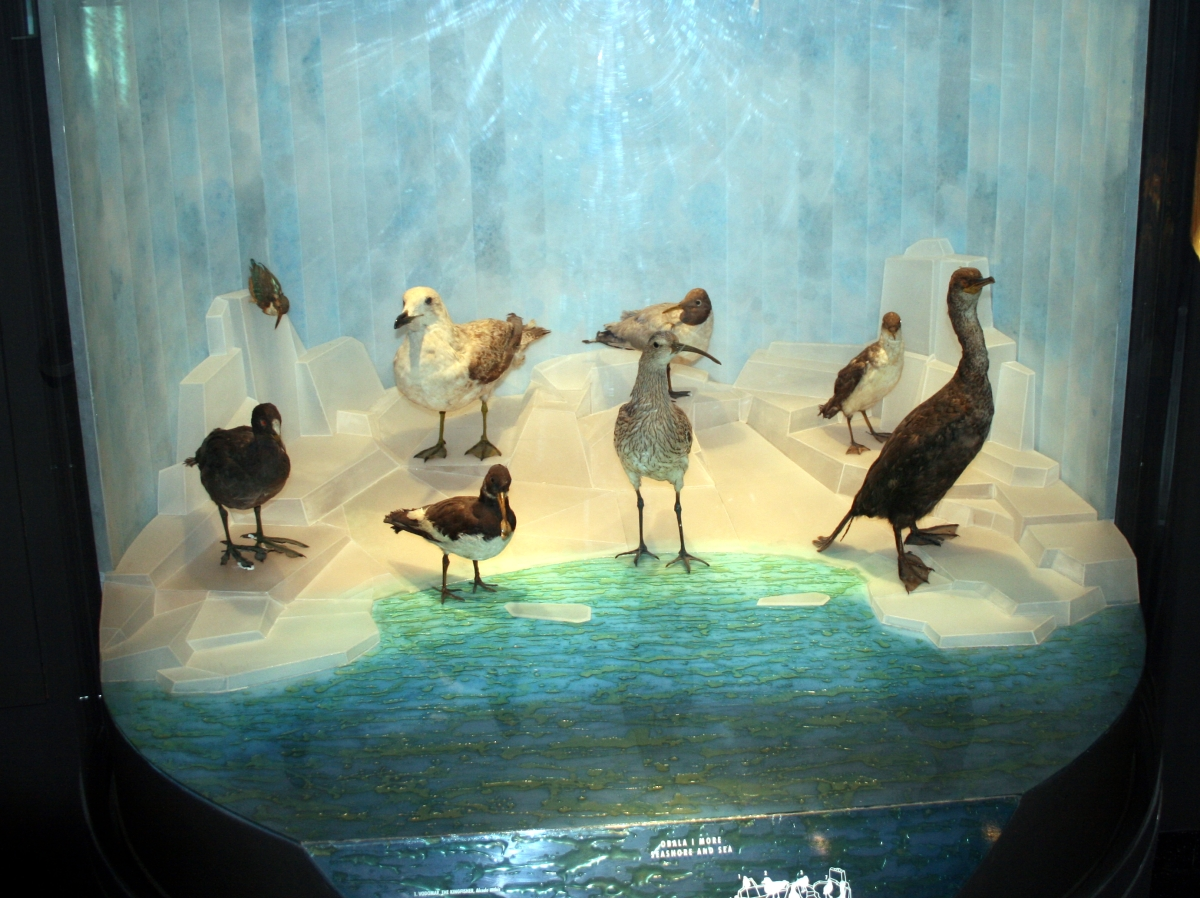
Vögel aus dem Gebiet Rijeka